# Дред Скотт проти Сендфорда
«Дред Скотт проти Сендфорда» (англ. Dred Scott v. Sandford) — відома справа Верховного суду Сполучених Штатів Америки, рішенням за яким було узаконено безправне становище афроамериканців. Суд ухвалив, що всі привезені до Америки чорношкірі та їхні нащадки не є громадянами США, не мають права на його отримання, не мають права звертатися до суду і не можуть бути відібрані у власника без суду.
Рішення підготовлене Роджером Тоні.

## Обставини

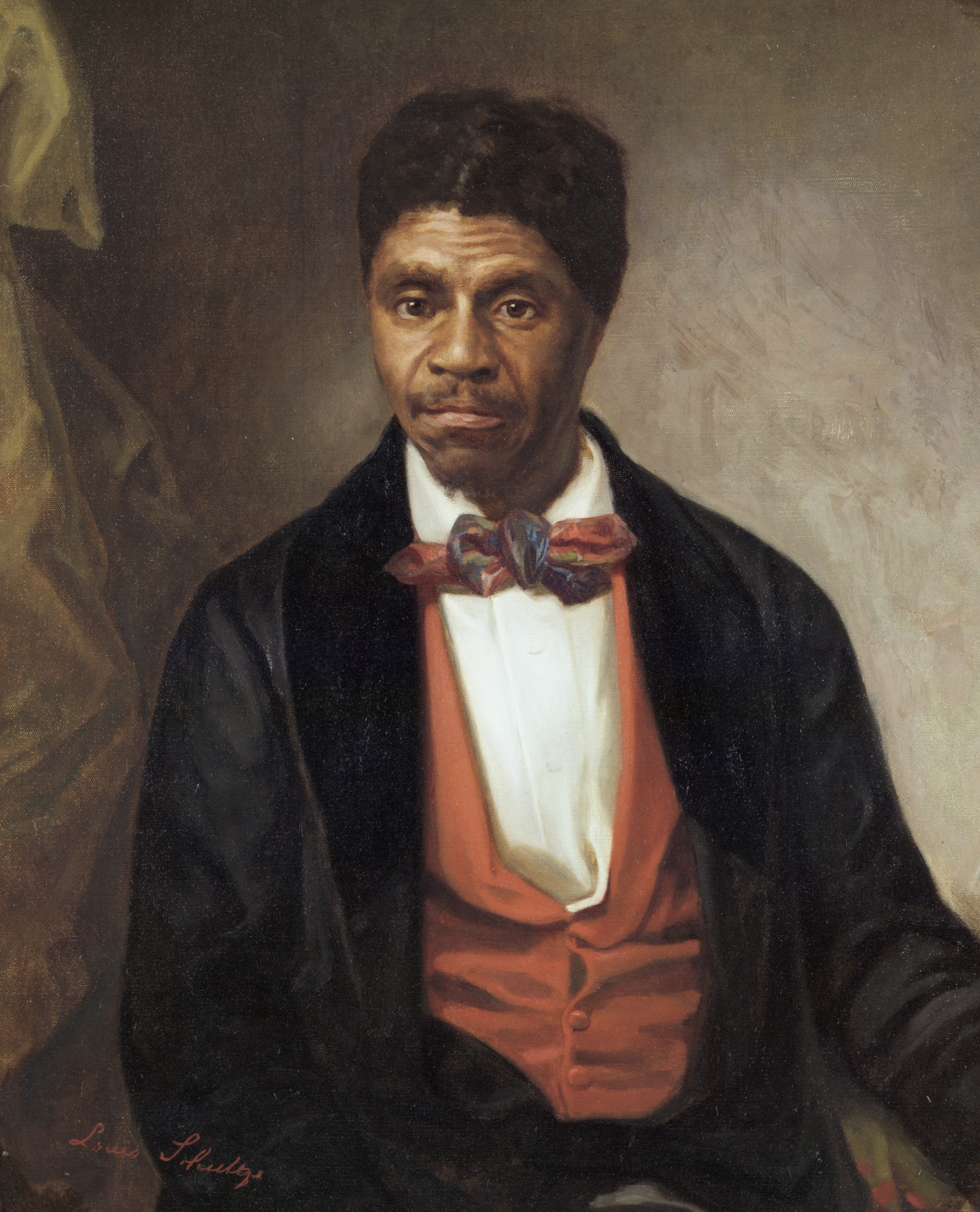
Дредд Скотт (портрет)

Дред Скотт народився в рабстві між 1795 і 1800 у штаті Вірджинія.
У 1830 переїхав разом із власниками до штату Міссурі.
У 1832 його купив армійський офіцер на ім'я Джон Емерсон. Протягом наступних 12 років Скотт супроводжував Емерсона у його відрядженнях (Форт Армстронг, штат Іллінойс, Форт Снеллінг (на території сучасної Міннесоти)).
З 1816 рабство в Іллінойсі заборонено, до Конституції Іллінойсу заборона рабство додана в 1819.
У 1820 рабство в Іллінойсі заборонено на федеральному рівні (Міссурійський компроміс). Емерсон дозволив Дреду Скотту одружитися, незважаючи на те, що раби не мали на це права.
У 1837 Емерсон отримав призначення в англ. Jefferson Barracks Military Post у штаті Міссурі. Скотт із дружиною залишився у Форті Снеллінг. Потім Емерсон переведений у англ. Fort Jessup.
Наприкінці 1838 Емерсона знову переведено у форт Снеллінг.
У 1840 дружина Емерсона і Скотт з дружиною повернулися до Сент-Льюїса, в той час як Емерсон воював з семінолами.
В 1842, через 2 роки після відставки, Еммерсон помер, а його майно, включаючи Дреда Скотта, успадкувала дружина. Дред Скотт пропонував їй за себе викуп, але отримав відмову.

## Передісторія

### Перша спроба
Після невдалої спроби викупити себе та свою сім'ю Дред Скотт почав боротися за свободу юридичними коштами. Він подав позов до суду проти господарів, ґрунтуючись на тому, що перебування на вільних від рабства територіях автоматично робило його вільним. На той момент вже існували подібні прецеденти (англ. Somerset v. Stewart, англ. Winny v. Whitesides та англ. Rachel v. Walker).